# A Dal
A Dal (lett. "La Canzone") è un festival musicale ungherese nato nel 2012 per selezionare il rappresentante dell'Ungheria all'Eurovision Song Contest. A partire dall'edizione 2020, a seguito del ritiro del paese dalla manifestazione europea, il festival si svolge in maniera indipendente in collaborazione con i Petőfi Music Award, i principali riconoscimenti musicali dell'Ungheria.
Il miglior risultato all'Eurovision Song Contest prodotto dal festival è stato il 5º posto di András Kállay-Saunders con Running nel 2014.

## Storia

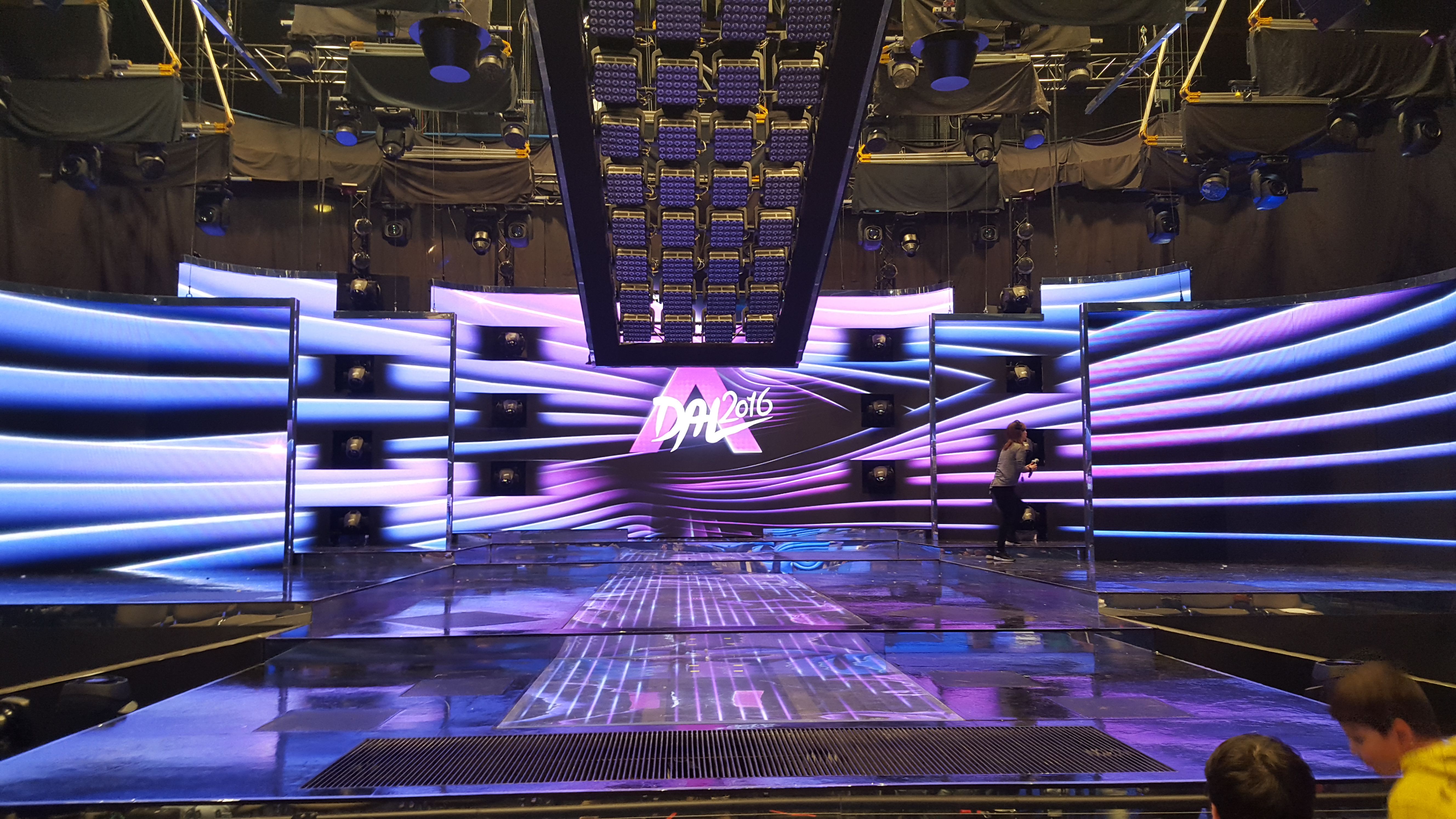
Il palco dell'A Dal 2016

Dopo esser tornata da un anno di assenza nel 2011, l'emittente MTV confermò la partecipazione all'Eurovision Song Contest 2012 di Baku, allestendo la sua prima selezione nazionale. I primi vincitori, ossia i Compact Disco con Sound of Our Hearts, si qualificarono per la finale, classificandosi al 24º posto.
Nonostante lo scarso successo la selezione fu mantenuta anche per l'anno successivo, che vide ben 3 squalifiche, anche se la competizione fu vinta da Alex Márta, sotto lo pseudonimo di ByeAlex, e la sua Kedvesem, prima canzone a vincere il festival in ungherese, che portarono il paese in top 10 con un 10º posto nella finale dell'Eurovision 2013.
Il successo continuò con la terza edizione, vinta da András Kállay-Saunders con Running che riuscì a riportare il paese in top 5 per la prima volta dal 1994 con un 5º posto nella finale dell'Eurovision Song Contest 2014.
Nel 2015 e 2016 l'A Dal si tenne nuovamente, producendo rispettivamente un 20º posto con Boggie e un 19º posto con Freddie, entrambi qualificatisi per la finale.
Tra il 2017 e il 2019 torna alla ribalta la lingua ungherese, che domina i primi posti alla manifestazione, con Origo e Az én apám di Joci Pápai e Viszlát nyár degli AWS.
Nel 2020, con la pubblicazione del regolamento nel mese di ottobre 2019, è stato confermato che il festival non sarebbe stato utilizzato come metodo di selezione per l'Eurovision Song Contest.

## Regolamento
Le regole per la partecipazione all'A Dal sono le seguenti:
- possono partecipare tutti i brani non pubblicati o esibiti prima del 30 marzo dell'anno precedente;
- i brani devono avere una durata massima di 3 minuti;
- i partecipanti devono avere 16 anni o devono averli compiuti;
- i partecipanti devono avere pubblicato precedentemente almeno un album o un altro singolo o devono aver sottoscritto un contratto discografico valido;
- i brani devono essere in lingua ungherese, ma sono ammesse strofe in inglese oppure in una delle 13 lingue di minoranza in Ungheria, ossia armeno, boyash, bulgaro, croato, tedesco, greco, polacco, romaní, rumeno, ruteno, serbo, slovacco, sloveno ed ucraino.

## Edizioni
| Edizione | Conduzione          | Conduzione        | Conduzione        | Periodo          | Periodo          | Puntate | Partecipanti | Vincitore                      | Vincitore                  |
| Edizione | Conduzione          | Conduzione        | Conduzione        | Inizio           | Fine             | Puntate | Partecipanti | Artista                        | Brano                      |
| -------- | ------------------- | ----------------- | ----------------- | ---------------- | ---------------- | ------- | ------------ | ------------------------------ | -------------------------- |
| 1ª       | Gábor Gundel-Takács | Zsóka Kapócs      | –                 | 28 gennaio 2012  | 11 febbraio 2012 | 3       | 20           | Compact Disco                  | Sound of Our Hearts        |
| 2ª       | Gábor Gundel-Takács | Éva Novodomszky   | –                 | 2 febbraio 2013  | 2 marzo 2013     | 6       | 30           | ByeAlex                        | Kedvesem (Zoohacker Remix) |
| 3ª       | Gábor Gundel-Takács | Éva Novodomszky   | –                 | 25 gennaio 2014  | 22 febbraio 2014 | 6       | 30           | András Kállay-Saunders         | Running                    |
| 4ª       | Csilla Tatár        | Levente Harsányi  | –                 | 24 gennaio 2015  | 28 febbraio 2015 | 6       | 30           | Boggie                         | Wars for Nothing           |
| 5ª       | Csilla Tatár        | Levente Harsányi  | –                 | 23 gennaio 2016  | 27 febbraio 2016 | 6       | 30           | Freddie                        | Pioneer                    |
| 6ª       | Csilla Tatár        | Levente Harsányi  | Krisztina Rátonyi | 14 gennaio 2017  | 18 febbraio 2017 | 6       | 30           | Joci Pápai                     | Origo                      |
| 7ª       | Freddie             | Krisztina Rátonyi | –                 | 20 gennaio 2018  | 24 febbraio 2018 | 6       | 30           | AWS                            | Viszlát nyár               |
| 8ª       | Freddie             | Bogi Dallos       | –                 | 19 gennaio 2019  | 23 febbraio 2019 | 6       | 30           | Joci Pápai                     | Az én apám                 |
| 9ª       | Freddie             | Lily Rókusfalvy   | –                 | 1º febbraio 2020 | 7 marzo 2020     | 6       | 30           | Gergő Rácz & Reni Orsovai      | Mostantól                  |
| 10ª      | Freddie             | Reni Orsovai      | –                 | 30 gennaio 2021  | 13 marzo 2021    | 7       | 40           | Kaukázus                       | Egyetlen szó               |
| 11ª      | Viktor Király       | Lily Rókusfalvy   | Krisztina Rátonyi | 29 gennaio 2022  | 12 marzo 2022    | 7       | 40           | Ibolya Oláh                    | Nem adom el                |
| 12ª      | Imre Fodor          | Lily Rókusfalvy   | –                 | 11 marzo 2023    | 29 aprile 2023   | 7       | 40           | Titán                          | Éjféli járat               |
| 13ª      | Imre Fodor          | Lily Rókusfalvy   | –                 | 10 febbraio 2024 | 23 marzo 2024    | 7       | 40           | Evelin László                  | Legényes                   |
| 14ª      | Imre Fodor          | Lily Rókusfalvy   | –                 | 15 febbraio 2025 | 29 marzo 2025    | 7       | 32           | Gypo Circus & Jennifer Szirota | Szél úgy beszél...         |

## Cast

### Giuria
| Giurato          | Edizioni | Edizioni | Edizioni | Edizioni | Edizioni | Edizioni | Edizioni | Edizioni | Edizioni | Edizioni | Edizioni | Edizioni | Edizioni | Edizioni | Totale |
| Giurato          | 1ª       | 2ª       | 3ª       | 4ª       | 5ª       | 6ª       | 7ª       | 8ª       | 9ª       | 10ª      | 11ª      | 12ª      | 13ª      | 14ª      | Totale |
| ---------------- | -------- | -------- | -------- | -------- | -------- | -------- | -------- | -------- | -------- | -------- | -------- | -------- | -------- | -------- | ------ |
| Viktor Rakonczai |          |          |          |          |          |          |          |          |          |          |          |          |          |          | 2      |
| Kati Wolf        |          |          |          |          |          |          |          |          |          |          |          |          |          |          | 3      |
| Philip Rákay     |          |          |          |          |          |          |          |          |          |          |          |          |          |          | 4      |
| Jenő Csiszár     |          |          |          |          |          |          |          |          |          |          |          |          |          |          | 4      |
| Csaba Walkó      |          |          |          |          |          |          |          |          |          |          |          |          |          |          | 1      |
| Magdi Rúzsa      |          |          |          |          |          |          |          |          |          |          |          |          |          |          | 3      |
| Kati Kovács      |          |          |          |          |          |          |          |          |          |          |          |          |          |          | 1      |
| Pierrot          |          |          |          |          |          |          |          |          |          |          |          |          |          |          | 2      |
| Zséda            |          |          |          |          |          |          |          |          |          |          |          |          |          |          | 2      |
| Károly Frenreisz |          |          |          |          |          |          |          |          |          |          |          |          |          |          | 3      |
| Miklós Both      |          |          |          |          |          |          |          |          |          |          |          |          |          |          | 4      |
| Caramel          |          |          |          |          |          |          |          |          |          |          |          |          |          |          | 1      |
| Judit Schell     |          |          |          |          |          |          |          |          |          |          |          |          |          |          | 1      |
| Misi Mező        |          |          |          |          |          |          |          |          |          |          |          |          |          |          | 5      |
| Feró Nagy        |          |          |          |          |          |          |          |          |          |          |          |          |          |          | 3      |
| Lilla Vincze     |          |          |          |          |          |          |          |          |          |          |          |          |          |          | 3      |
| Bence Apáti      |          |          |          |          |          |          |          |          |          |          |          |          |          |          | 1      |
| Barna Pély       |          |          |          |          |          |          |          |          |          |          |          |          |          |          | 1      |
| György Ferenczi  |          |          |          |          |          |          |          |          |          |          |          |          |          |          | 5      |
| Péter Egri       |          |          |          |          |          |          |          |          |          |          |          |          |          |          | 3      |
| Lojzi Németh     |          |          |          |          |          |          |          |          |          |          |          |          |          |          | 2      |
| Szandi           |          |          |          |          |          |          |          |          |          |          |          |          |          |          | 2      |
| Petra Gubik      |          |          |          |          |          |          |          |          |          |          |          |          |          |          | 1      |

### Conduttori
| Conduttori          | Edizioni | Edizioni | Edizioni | Edizioni | Edizioni | Edizioni | Edizioni | Edizioni | Edizioni | Edizioni | Edizioni | Edizioni | Edizioni | Edizioni | Totale |
| Conduttori          | 1ª       | 2ª       | 3ª       | 4ª       | 5ª       | 6ª       | 7ª       | 8ª       | 9ª       | 10ª      | 11ª      | 12ª      | 13ª      | 14ª      | Totale |
| ------------------- | -------- | -------- | -------- | -------- | -------- | -------- | -------- | -------- | -------- | -------- | -------- | -------- | -------- | -------- | ------ |
| Gábor Gundel-Takács |          |          |          |          |          |          |          |          |          |          |          |          |          |          | 3      |
| Zsóka Kapócs        |          |          |          |          |          |          |          |          |          |          |          |          |          |          | 1      |
| Éva Novodomszky     |          |          |          |          |          |          |          |          |          |          |          |          |          |          | 2      |
| Csilla Tatár        |          |          |          |          |          |          |          |          |          |          |          |          |          |          | 3      |
| Levente Harsányi    |          |          |          |          |          |          |          |          |          |          |          |          |          |          | 3      |
| Krisztina Rátonyi   |          |          |          |          |          |          |          |          |          |          |          |          |          |          | 3      |
| Freddie             |          |          |          |          |          |          |          |          |          |          |          |          |          |          | 4      |
| Bogi Dallos         |          |          |          |          |          |          |          |          |          |          |          |          |          |          | 1      |
| Lily Rókusfalvy     |          |          |          |          |          |          |          |          |          |          |          |          |          |          | 5      |
| Reni Orsovai        |          |          |          |          |          |          |          |          |          |          |          |          |          |          | 1      |
| Viktor Király       |          |          |          |          |          |          |          |          |          |          |          |          |          |          | 1      |
| Imre Fodor          |          |          |          |          |          |          |          |          |          |          |          |          |          |          | 3      |

## All'Eurovision Song Contest
| Anno | Cantante                       | Canzone                    | Piazzamento all'ESC | Piazzamento all'ESC | Piazzamento all'ESC | Piazzamento all'ESC |
| Anno | Cantante                       | Canzone                    | Finale              | Punti               | Semi                | Punti               |
| ---- | ------------------------------ | -------------------------- | ------------------- | ------------------- | ------------------- | ------------------- |
| 2012 | Compact Disco                  | Sound of Our Hearts        | 24                  | 19                  | 10                  | 52                  |
| 2013 | ByeAlex                        | Kedvesem (Zoohacker Remix) | 10                  | 84                  | 8                   | 66                  |
| 2014 | András Kállay-Saunders         | Running                    | 5                   | 143                 | 3                   | 127                 |
| 2015 | Boggie                         | Wars for Nothing           | 20                  | 19                  | 8                   | 67                  |
| 2016 | Freddie                        | Pioneer                    | 19                  | 108                 | 4                   | 197                 |
| 2017 | Joci Pápai                     | Origo                      | 8                   | 200                 | 2                   | 231                 |
| 2018 | AWS                            | Viszlát nyár               | 21                  | 93                  | 10                  | 111                 |
| 2019 | Joci Pápai                     | Az én apám                 | Non qualificata     | Non qualificata     | 12                  | 97                  |
| 2020 | Gergő Rácz & Reni Orsovai      | Mostantól                  | Non partecipante    | Non partecipante    | Non partecipante    | Non partecipante    |
| 2021 | Kaukázus                       | Egyetlen szó               | Non partecipante    | Non partecipante    | Non partecipante    | Non partecipante    |
| 2022 | Ibolya Oláh                    | Nem adom el                | Non partecipante    | Non partecipante    | Non partecipante    | Non partecipante    |
| 2023 | Titán                          | Éjféli járat               | Non partecipante    | Non partecipante    | Non partecipante    | Non partecipante    |
| 2024 | Evelin László                  | Legényes                   | Non partecipante    | Non partecipante    | Non partecipante    | Non partecipante    |
| 2025 | Gypo Circus & Jennifer Szirota | Szél úgy beszél...         | Non partecipante    | Non partecipante    | Non partecipante    | Non partecipante    |